# (32016) 2000 HC76
2000 HC76 (asteroide 32016) é um asteroide da cintura principal. Possui uma excentricidade de 0.24494580 e uma inclinação de 4.09987º.
Este asteroide foi descoberto no dia 27 de abril de 2000 por LINEAR em Socorro.